# Fluoxetin

Fluoxetins strukturformel.

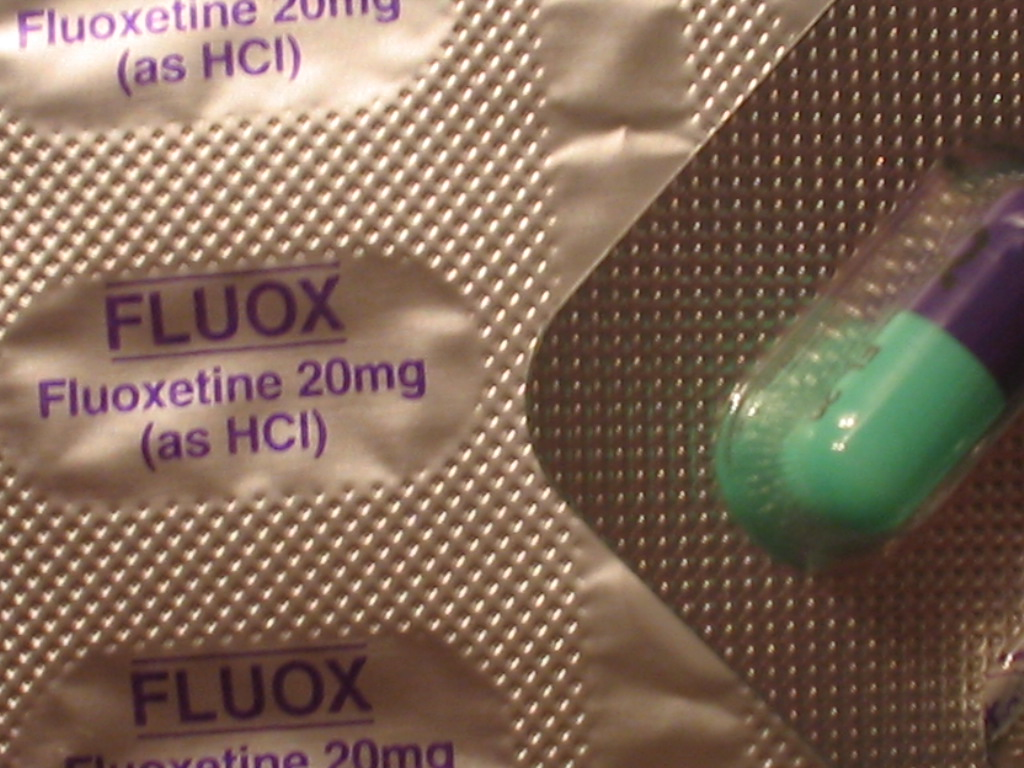
Fluoxetinkapslar (Merck NM).

Fluoxetin  är ett antidepressivt läkemedel av typen selektiv serotoninåterupptagshämmare (SSRI). Fluoxetin säljs under varunamnen Fontex, Prozac, Fluctin, med flera, samt som bara Fluoxetin + företagets namn när det gäller generiska preparat med samma substans. Ett tidigare varunamn är Seroscand, som nu är avregistrerat.
Det fullständiga systematiska namnet för substansen är (RS)-N-metyl-3-fenyl-3-[4-(trifluormetyl)fenoxi]-propan-1-amin.
Fluoxetin tillhör den första generationen SSRI-läkemedel och utvecklades i USA under slutet av 1980-talet av Eli Lilly. Läkemedlet gjorde succé i USA men blev inte tillåtet i Sverige förrän 1995 under namnet Fontex, vilket ledde till att citalopram hann bli dominerande inom vården.
Efter att det första SSRI-preparatet zimelidin (varunamn Zelmid) fick dras in 1983 efter enbart ett drygt år på marknaden på grund av svåra men ovanliga biverkningar dröjde det innan något annat liknande medel blev godkänt i Sverige.
Fluoxetin återfinns som tabletter, kapslar och oral lösning med mintsmak. Medicinen är receptbelagd.

## Användning
Fluoxetin används för en mängd olika psykiatriska indikationer; främst för att lindra, häva eller förebygga (se profylax) olika former av:
- Egentlig depression
- Tvångssyndrom (OCD)
- Paniksyndrom
- Posttraumatiskt stressyndrom (PTSD)
- Panikångest
- Medelsvår till svår depression (bl.a. melankoli) hos ungdom[1]

Fluoxetin används även mer experimentellt för att behandla en rad andra tillstånd, till exempel Dysmorfofobi, ADD, ADHD, Aspergers syndrom och autism. Fluoxetin är även godkänt för att minska hetsätning och självrensning vid bulimia nervosa hos vuxna då god klinisk effekt har påvisats. Fluoxetin skrivs ibland även ut till kvinnor som lider av depression i samband med PMS.

## Barn och ungdomar
Grundregeln för antidepressiva läkemedel är att det inte är godkänt av Läkemedelsverket för förskrivning till barn och ungdom under 18 år i Sverige. Trots detta skrivs ibland SSRI, däribland Fluoxetin, ut, eftersom riskerna med melankoli och medelsvår depression är så stora. Dokumenterade biverkningar bland personer under 25 år är försämrad längdtillväxt och störd sexuell utveckling (feminisation och virilism), självmordsbeteenden och självdestruktivitet, samt mani hos personer som har predisposition för bipolär sjukdom. Faktum är att amerikanska FDA rekommenderar att läkemedlen, likt cigarettpaket, bör ha varningstexter om den ökade självmordsrisk som föreligger för användare som är under 25 år.
SSRI-preparat bör endast skrivas ut till barn och ungdomar som inte reagerar på annan behandling, om riskerna vägts mot fördelarna. Fluoxetin är godkänt för behandling av barn och ungdomar i USA, men blev inte godkänt för barn och ungdom inom EU förrän 2006, då det av EMEA tilläts skrivas ut till barn över åtta år med egentlig medelsvår eller svår depression, dock endast i kombination med psykologisk behandling och mycket noggrann medicinsk övervakning.
Generiska preparat (Fluoxetin under namn som Fluoxetin Ratiopharm, Fluoxetin STADA, Fluoxetin Merck NM och Fluoxetin Actavis mfl.) är inte godkända för behandling av barn och ungdom, men då dessa räknas in som utbytbara inom apotekskoncernen (se utbytbara läkemedel) så används även dessa ibland för behandling av barn och ungdom.

## Biverkningar
Vanliga biverkningar av Fluoxetin är trötthet, yrsel, dimsyn, huvudvärk, ledvärk, hjärtklappning, skakningar, överdrivet sömnbehov eller sömnlöshet, mardrömmar, sura uppstötningar, muntorrhet, smakförändringar, benskörhet, ökad risk för benfrakturer och svagt ökad risk för psykoser hos patienter med redan utvecklade psykossjukdomar. Förr ansågs Fluoxetin vara det enda SSRI-preparat som inte gav viktuppgång som biverkning, men på senare år har det rapporterats att även Fluoxetin kan orsaka detta. Fluoxetin kan dock även orsaka aptitförlust och till följd därav viktminskning.
Ett fåtal patienter har rapporterat en frätande känsla i mag- och tarmkanalen. Bland biverkningar som förekommer hos 1 av 100 användare kan nämnas lågt blodtryck, håravfall, muskelryckningar, stamning, förstorade pupiller, ökad tendens att få blåmärken, oförklarliga blödningar och vaskulit.
Självmordstankar, självmordhandlingar och våldsdåd är en möjlig biverkning, särskilt bland användare under 25 år. I USA har företaget Ely Lilly & Company dragits inför rätta ett flertal gånger då patienter har begått självmord och i vissa fall även mördat andra under pågående behandling med Fluoxetin (Prozac), till exempel "Fentress-processen" 1994. Se även boken Piller & Profiter av John Virapen.

### Överdosering
Fluoxetin har en något låg toxicitet (giftighet) och det finns ingen specifik antidot. Vid överdosering inkluderar symptomen illamående och kräkning, vid stor överdosering ofta även kramper, kardiovaskulär dysfunktion, vilket inkluderar allt från asymtomatiska arytmier till hjärtstillestånd, pulmonell dysfunktion och tecken på förändringar i CNS-status, som kan variera från excitation till koma. Dödsfall i samband med överdosering av enbart Fluoxetin har varit ytterst sällsynt men omedelbar läkarkontakt vid all form av överdosering rekommenderas.

## Verkningssätt
Depressionssjukdomar anses bero på brist på olika signalsubstanser i hjärnan, huvudsakligen serotonin.[källa behövs] Fluoxetin och andra läkemedel ur gruppen SSRI ökar halten av serotonin i hjärnan genom att hämma återupptaget av serotonin i nerverna och kan på så vis korrigera obalansen.
Fluoxetin har mycket lång halveringstid, vilket innebär att det finns kvar i kroppen under lång tid (cirka 5-6 veckor efter det att medicineringen upphört). Detta gör att biverkningar från läkemedlet kan kvarstå under lång tid, men det har också den goda effekten att nivån i blodet inte avtar abrupt när man slutar ta medicinen. Därigenom slipper man till stor del de utsättningssymptom som ofta uppstår vid avslutad behandling med andra SSRI.

## Interaktioner
Samtidig behandling med MAO-hämmare (till exempel Aurorix) är direkt olämplig då detta kan leda till serotonergt syndrom. Minst 2 veckor bör passera efter utsättning av MAO-hämmare innan insättning av Fluoxetin kan påbörjas. Då bruk av MAO-hämmare ska påbörjas efter behandling med Fluoxetin är dock situationen en annan då Fluoxetin har extremt lång halveringstid och således finns kvar i blodet en längre period. Därför bör cirka 2 månader ha passerat efter avslutat bruk av Fluoxetin innan MAO-hämmare kan sättas in. Detta för att riskerna för serotonergt syndrom vid restnivåer av Fluoxetin och samtidigt bruk av MAO-hämmare inte är studerade.
Kombinering av Fluoxetin och andra läkemedel som specifikt påverkar serotoninsystemet bör undvikas och även samtidigt bruk av linezolid. Stor försiktighet ska iakttas vid samtidig behandling med det blodförtunnande läkemedlet warafarin (Waran), selegilin (används vid Parkinsons sjukdom), samt med litium (mot bipolär sjukdom), tryptofan och andra SSRI-läkemedel såsom sertralin, då dessa liksom MAO-hämmare kan orsaka serotonergt syndrom vid kombination med Fluoxetin, speciellt vid högre doser.
Opioider såsom morfin, tramadol (Tiparol), petidin och kodein (Citodon) metaboliseras via de receptorer i hjärnan som Fluoxetin och andra SSRI-substanser hämmar. Effekten av opioider hämmas därför av Fluoxetin och därmed försvagas de smärtlindrande egenskaperna kraftigt av Fluoxetin och andra SSRI. I fall där både smärtlindring och depressionsbehandling är nödvändig bör därför andra antidepressiva läkemedel än Fluoxetin eller andra SSRI övervägas. Fluoxetin bör inte heller tas tillsammans med läkemedel som ökar risken för blödningar och innehåller till exempel acetylsalicylsyra, ibuprofen och naproxen, då dessa läkemedel kan ge hud- och slemhinneblödningar om de kombineras med Fluoxetin.
Fluoxetin interagerar med en del andra läkemedel genom att hämma de enzymer som bryter ned dem. Halterna av dessa läkemedel kan därför öka om man tar Fluoxetin.
Samtidig behandling med metylfenidat kan hämma effekterna av Fluoxetin, varav annat antidepressivt medel bör övervägas.

## Varunamn
Det patenterade preparatet går under namnet Fontex i Sverige, Fluctin i Tyskland, Fluctine i Österrike och Prozac i USA och Kanada. Sedan 2001, då Eli Lillys patent löpte ut, har andra företag tillverkat billigare generiska preparat med i stort sett samma substans, bland annat under namnen Fluoxetin Teva, Fluoxetin STADA, Fluoxetin ratiopharm, Fluoxetin Actavis, Fluoxetin Vitabalans och Fluoxetin Merck NM. Även om preparaten betraktas som utbytbara inom apotekskoncernen kan vissa sällsynta fall visa på olikheter i effekt mellan de olika preparaten, detta för att patienten reagerar på deras olikheter inom hjälpämnen.